# Bočar
Bočar (cyr. Бочар) – wieś w Serbii, w Wojwodinie, w okręgu środkowobanackim, w gminie Novi Bečej. W 2011 roku liczyła 1488 mieszkańców.